# Костёл Вознесения Пресвятой Девы Марии (Будслав)
Национальный санктуарий Матери Божьей Будславской (Нацыянальны санктуарый Маці Божай Будслаўскай) — католический храм в агрогородке Будслав (Мядельский район Минской области Беларуси); памятник архитектуры и истории. Один из четырех храмов Белоруссии, носящих титул малая базилика.
Центральное место крупнейшего католического паломничества в Беларуси.

## История

### Великое княжество Литовское
Впервые упоминается в документах в 1504 г., когда великий князь ВКЛ Александр подарил виленским бернардинцам (ветвь францисканцев) 6 000 моргов леса над рекой Сервечь в Марковском старостве. Получившие землю монахи жили по 2-4 человека в постройках-будах, имея при этом часовню.
Известный литератор Игнацы Ходзько (1794—1861), в автобиографическом повествовании «Смерть моего деда» (1838) воспроизвел один из рассказов своего деда про основание Будславского костёла.

## Речь Посполитая
В 1591 году был построен деревянный храм Посещения Марией Елизаветы, в котором находился чудодейственный образ иконы Матери Божьей, привезённый в 1598 году Яном Пацем из Рима (дар папы римского Климента VIII) и в 1613 году переданный в церковь. Икона выполнена в стиле позднего итальянского ренессанса масляными красками на холсте (72 х 65 см) и закреплена на раме.
В 1633-1643 гг. в Будславе был построен небольшой каменный костёл по инициативе полоцкого воеводы Януша Кишки и гвардиана виленского монастыря бернардинцев Флориана Колецкого. Часть затрат понес ловчий великий литовский Николай Долмат Исайковский. Руководил строительными работами немецкий каменщик из Полоцка Андреас Кромер. В хронике будславского монастыря записано: «Hanс parvam Ecclesiam Andreas Kromer Faber murarius natione Germanus, Fide Ruthenus de Polocia». В других документах мастер назван как Андрюс Кромер, который в 1647 году заключил договор на строительство костёла Св. Войцеха для минского монастыря бенедектинок. Автор Бернардинской хроники за 1656—1671 гг. отец Томаш Дыгань писал, что поводом для строительства костёла было явление Матери Божьей. В 1643 году мастером по резьбе Петром Грамелем был изготовлен двухъярусный алтарь с 20 золочеными скульптурами святых Ветхого Завета.
В 1646 году на обратной стороне иконы Будславской Матери Божьей была сделана памятная надпись о времени строительства алтаря для нового каменного храма.
В 1650 году приор будславского монастыря Элевтерий Зелеевич издал в Вильно книгу на латинском языке про чудеса иконы Матери Божьей Будславской в период с 1617 по 1650 года. Книга имела пышное барочное название «Зодиак земли небесной, или Будская Пуща милостями Божьими окутанная, которые люди ощущают при чудотворной иконе Святейшей Девы Марии, что в костёле отцов Бернардинов». В книге упоминается Ян Хризостом Слизень, новорожденный сын ошмянского подстолия Александра Казимира, который проживал в миле от Будслава. Он родился неживым, однако «пожертвованный к Буде» — ожил.
Во время русско-польской войны 1654—1667 гг. монахи вывезли икону в Соколку (Белостокская область), откуда её вернули после войны.
В 1655 — 1689 гг. за Будскую пущу между бернардинцами и семьей Слизней произошел спор, завершившийся мирным соглашением. В XVII столетии семья Слизней являлась попечителем будславского монастыря, которому принадлежало небольшое сельское угодье. Ошмянский стольник Александр Слизень избрал будславский костёл в качестве своей усыпальницы. После его смерти в костёле была установлена мраморная эпитафия. В 1656 году в монастыре находилось 16 монахов.
В XVII столетии в Буде прославились своим смиренным образом жизни отец Мартин Война, отец Николай Черницкий и мирянин Валентий Зимно.
В 1674-1677 годах виленский суффраган Николай Слупский провел каноническую визитацию диоцеза и сделал описание отдельных приходов. В Буде (будславском приходе) он совершил миропомазание 489 верующих. Костёльные колокола в то время исполняли также функцию часов и звонили три раза: в 6-00, 12-00 и 18-00.
На колоколе будславского храма в XVII столетии была латинская надпись: «Asumptio B.M.V. Anno Dom. 1681», а ниже: «Joannes Delmar me fecit».
В 1750—1756 годах с северной стороны храма на деньги меценатки Варвары Скорульской был построен двухэтажный монастырь в виде буквы П с внутренним двориком. 29 июня 1767 года было начато строительство нового костёла. Инвентарные записи храма сообщают, что возводил костёл гвардиан монастыря Константин Пенс. Существует версия, что автором проекта был И. Фонтана, который был женат на сестре К. Пенса. Спонсорами проекта являлись Ю. Караховский, воевода Огинский, А. Гутарович, А. Укольский, В. Скорульская. Первый каменный костёл стал боковой часовней Святой Варвары.
7 сентября 1783 года костёл был освящён в честь Вознесения Пресвятой Девы Марии епископом Франтишком Алоизом Гзовским.
С 1756 года при монастыре существовала музыкальная школа на проценты от капитала, который пожертвовала жена ковенского хорунжего Варвара Скорульская.
В библиотеке Академии наук Литвы имени Врублевского хранится рукописный сборник документов с рисунком Будславского бернардинского монастыря за 1769 год.
В 1731—1797 гг. в духовной школе монастыря изучали моральную теологию и риторику, при этом монахов насчитывалось 4-17 человек. Приход впервые упоминается в 1788 году.

### Российская империя
В 1793—1842 годах действовали двухклассная школа и госпиталь. В 1821—1825 годах профессор Раймундус Петрович печатал в Будславе песни о Святой Деве Марии и изготавливал её иконки.
После закрытия монастыря в 1852 году монахи Г. Т. Вольский, Манстович, П. Богданович, Загорский, Маркевич принимали участие в восстании 1863—1864 годов.
В 1867 году настоятелем костёла в Будславе был Евстафий Волейко.
Сохранились «Исповедальные списки Будславского костёла за 1853 г.». Также сохранились в архиве метрические выписки Будславского костёла за 1866 — 1871 гг.
В 1886 году настоятелем Будславского прихода был ксендз Иосиф Бучинский.
В 1896 — ксендз Онуфрий Баньковский.
В 1915 году настоятелем Будславского костёла был Людвиг Погумирский.

### БССР
В Национальном историческом архиве Беларуси хранятся метрические книги Будславского (Будзлавского) бернардинского костёла за 1782-1797, 1801, 1834 — 1838, 1841-1848 гг.
В отделе ЗАГС Мядельского райисполкома хранятся метрические книги Будславского костёла о рождении, браке и смерти за 1927—1931 гг. и 1932—1937 гг.
В 1954 — 21.02.1966 гг. настоятелем костёла был Антон Игнатович Дулинец, органистом — И. И. Ковалевский.

## Возрождение
В 1991-1992 годах икона Будславского храма была реставрирована Виктором Лукашевичем. В 1992 году возродилась традиция паломничества к святыне. Папа Римский Иоанн Павел ІІ присвоил костёлу в 1994 году титул Малой базилики.
2 июля 1995 г. в Будславе прошёл большой католический праздник, на котором присутствовал апостольский нунций Агостино Маркетто.
В 2014 году на торжествах присутствовал апостольский нунций Клаудио Гуджеротти.
В настоящее время в костёле служат монахи-бернардинцы. Рядом с храмом сохранилось здание плебании (дом священника) XIX века.

## Орган
Орган построен в 1771 году виленским мастером Николаусом Янценом. Является одним из двух сохранившихся целиком-не перестроенных органов Янцена, второй — в литовском Титувинай (Tytuvėnai).
Янцен практически единственный известный представитель виленской барочной органостроительной школы, который строил 20-регистровые двухмануальные орга́ны, то есть на две клавиатуры. Но без педали: такова была эстетика того времени.
Орган уцелел почти полностью, не хватает только двух регистров.
Документы приписывают этому орга́ну 1773 год, но внутри сохранился уникальный автограф Янцена, где написано «1771».

## Библиотека
В Национальном историческом архиве Беларуси хранится рукописный каталог библиотеки Будславского монастыря 1796 года. Принадлежность к будславской библиотеке помечалось фразой «Hic liber spectat … Conventus Budensis». В Национальной библиотеке Беларуси хранятся 22 книги из будславской библиотеки, в том числе учебник теологии на латинском языке Франтишка Прилуцкого под названием «Compendium Theologiae Moralis» (1765). В Национальном историческом архиве Беларуси хранятся три метрические книги Будславского костёла за 1787-1835, 1787-1798, 1800 годы (фонд 937, опись 6).

## Пожар
11 мая 2021 года костёл пострадал от пожара, в результате которого сгорела и обвалилась крыша, были сильно повреждены своды и другие строительные конструкции. Начат сбор средств на восстановление пострадавшей от пожара святыни.